# 費納芬
費納芬（Finarfin），是英國作家約翰·羅納德·魯埃爾·托爾金（J.R.R. Tolkien）的史詩式奇幻小說《精靈寶鑽》中的虛構人物。
費納芬是維林諾諾多族精靈（Noldor）的王子和最高君王，並未有踏上流亡旅程。

## 名字語源
在昆雅語（Quenya）中，费纳芬的父親名字是亞拉芬威 Arafinwë，意思是「高贵的芬威」 Noble Finwë；母親名字則是 Ingalaurë。費納芬（Finarfin）是前者的辛达林语形式。他是少數以辛達林語（Sindarin）的名號經常出現在《精靈寶鑽》裡，卻留在維林諾的精靈。　

## 總覽
費納芬是芬威（Finwë）的第三名及最後的兒子，也是最後一名孩子，母亲是凡雅族的茵迪丝（Indis）。费纳芬是费诺（Fëanor）的异母弟弟，还有一个同母的哥哥芬国昐（Fingolfin）和兩个同母姐姐芬迪丝（Findis）和伊瑞米（Irimë）。
费纳芬与帖勒瑞族（Teleri）的「天鹅公主」伊珥雯（Eärwen）成婚，他们有四个儿女：芬羅德（Finrod）、安格羅德（Angrod）、艾格諾爾（Aegnor）和凱蘭崔爾（Galadriel）。
在《精灵宝钻》中，欧洛隹斯以费纳芬儿子的身份出现。而在托尔金著作的晚期版本中，欧洛隹斯（Orodreth）却被清晰地描述为安格罗德的儿子、費納芬的孫子。克里斯托夫·托尔金（Christopher Tolkien）在《精灵宝钻》中使用了早期的文献资料，之后他表示这是一个错误。
就像他的哥哥们一样，费纳芬也建立了他的王室家族。在诺多族王族中，唯有费纳芬和他的后裔们全是金发，这血统传承自他金髮美麗的凡雅族（Vanyar）母亲茵迪丝，故此他的家族有时也被称做「费纳芬的金发家族」。

## 生平

### 早期
费纳芬生於雙樹紀的維林諾（Valinor），亦是芬威诸子中最俊美、聪慧和冷靜的，亦是最熱愛和平。

### 諾多族流亡
在雙聖樹（Two Trees of Valinor）死後，唯獨他和歐洛隹斯能勸喻費諾家族與芬國昐家族避免衝突，並遊說眾人先冷靜思考離開阿門洲（Aman）、追擊魔苟斯（Morgorth）的後果。可是費諾煽動人心的能力很強，連厭惡他的芬國昐與費納芬子女都被他說動，最終諾多族都決心起程，無視了費納芬的第二次勸喻。
在費諾強力的言詞驅使下，諾多族就開始動身出發。費納芬因著子女們的熱切渴望，以及不願與自己的子民分開而無可奈何隨隊前行。芬國昐起程的原因也與費納芬一樣，但費納芬感到更加勉強。他負責統領殿後的精靈，他們都是不太願意離去，前進時不斷回盼原本居住的提理安（Tirion），眷戀著往日的歡樂。

### 承繼提理安的統治
在走到蒙福之地北疆的阿瑞曼（Araman）時，曼督斯（Mandos）現身在一眾流亡者前，為著澳闊隆迪（Alqualondë）的親族殘殺詛咒他們。儘管費納芬和他的子民都在親族殘殺中滴血未沾，但他卻感到追悔莫及，因為澳闊隆迪之王奧爾威（Olwë）是他的岳父。因著懊悔和對費諾的厭惡，費納芬決定調頭回去維林諾，許多人也跟著他走回提理安，不過他的子女就沒有隨父親回頭。
費納芬和一眾折返的精靈都獲維拉的原諒，他承繼起統領留在阿門洲的諾多族的責任，成為了提理安的最高君王。在憤怒之戰（War of Wrath）裡，費納芬統領未離開維林諾的諾多族子民進軍中土大陸。貝爾蘭（Beleriand）陸沉之時，費納芬正與他的長子芬羅德在艾爾達瑪（Eldamar）的樹下散步。
費納芬是芬威唯一未死的兒子，他應該從此成為維林諾的諾多族最高君王，直至末日終戰（Dagor Dagorath）。

## 備註
- 在中土世界神话的早期版本中，费纳芬这个角色被叫做芬罗德，而他的儿子芬罗德·费拉刚则叫做英格洛·费拉刚 Inglor Felagund。在《魔戒》第一版当中费纳芬便是以芬罗德的名字出现。之后的印本中这个地方被修改，但不是所有涉及到英格洛的地方都被消除了。参见吉爾多（Gildor）的條目，他是佛羅多（Frodo）在夏爾遇到的精靈，為英格洛之子（Inglorion）。

## 資料來源
1. ↑  J. R. R.托尔金 (1996). 克里斯托夫·托尔金(编辑): The Peoples of Middle-earth. Boston & New York: Houghton Mifflin, The Shibboleth of Fëanor, 349-351. ISBN 0-395-82760-4.
2. 1 2 3 4  《精靈寶鑽》 2002年 聯經初版翻譯 第九章《諾多精靈的逃亡》
3. ↑  《精靈寶鑽》 2002年 聯經初版翻譯 第二十四章《埃蘭迪爾的遠航與憤怒之戰》
4. ↑  《精靈寶鑽》 2002年 聯經初版翻譯 第十九章《貝倫與露西安》

| 前任者： 费诺 | 諾多族最高君王 Y.T.1496－第四紀元 | 繼任者： 無，一直繼續統治 |